# Anestis Logotetis
Anestis Logotetis (gr. Ανέστης Λογοθέτης; ur. 27 października 1921 w Burgasie, zm. 6 stycznia 1994 w Wiedniu) – austriacki kompozytor pochodzenia greckiego.

## Życiorys
W latach 1942–1944 studiował w Wyższej Szkole Technicznej w Wiedniu. Następnie od 1944 do 1951 roku uczył się w Universität für Musik und darstellende Kunst Wien u Alfreda Uhla i Erwina Ratza (teoria i kompozycja) oraz Hansa Swarowsky’ego (fortepian i dyrygentura). W 1952 roku otrzymał obywatelstwo austriackie. Od 1957 roku pracował z Gottfriedem Michaelem Koenigiem w studio elektronicznym NWDR w Kolonii.
Otrzymał nagrodę im. Theodora Körnera (1960 i 1963) oraz Złoty Medal Honorowy miasta Wiednia (1986).

## Twórczość
Do końca lat 50. XX wieku tworzył w technice serialnej, posługując się skalą dwunastodźwiękową oraz tradycyjną notacją muzyczną. Później, zainspirowany bizantyjskimi neumami, zaczął posługiwać się notacją graficzną, zrywając z systemem równomiernie temperowanym i zapisem na pięciolinii. Graficzne partytury Logotetisa zapisywane są za pośrednictwem specjalnych znaków i obrazów, często bez szczegółowych instrukcji co do obsady, będąc niejako symbolem reprezentowanego dzieła muzycznego sugerują wykonawcom sposób działania.

## Wybrane kompozycje
(na podstawie materiałów źródłowych)

### Utwory orkiestrowe
- Polynom (1958)
- Textur-Struktur-Spiegel-Spiel (1959)
- Parallaxe (1960)
- Katalysator (1960)
- Agglomeration na skrzypce i orkiestrę (1960)
- Koordination na 5 grup orkiestrowych (1960)
- Kulmination I–II na 2 grupy orkiestrowe (1961)
- Explosion (1961)
- Impulse (1961)
- Määndros (1963)
- Dynapolis (1963)
- Seismographie I–II (1964)
- Orbitals (1965)
- Spiralenquintett (1965)
- Enoseis (1965)
- Diffusion (1965)
- Linienmodulationen (1965)
- Integration (1966)
- Enklaven (1966)
- Emanationen (1967)
- Graphische Notationen (1967)
- Oasi (1967)
- Desmotropie (1967)
- Polychronon (1967)
- Styx na smyczki (1968)
- Zonen (1969)
- Kollisionen 70 (1970)
- Fusion (1970)
- Komplementäres (1970)
- Klangräume I–II–III (1972)
- Wellen (1972)
- Volant (1972)
- Wellen (1975)
- Apollonion (1975)
- Ghia tin ora (1975)
- Klangfelder und Arabeska (1976)
- Geomusik 76 na klarnet i orkiestrę (1976)
- Rondo (1979)
- Brunnenburg-Hochzeit-Symphonietten (1981)
- Meridiane I und Beitengrade (1981)
- Doppelspirale (1985)
- Paysage de temps (1986)
- Symfonia cyklicznych kontrapunktów (1987)

### Opery
- Daidalia (1976–1978)
- Waraus ist der Stein des Sisyphos? (1982–1984)

### Balety
- Himmelsmechanik (1960)
- 5 Porträts der Liebe (1960)
- Odyssee (1963)

### Muzyka radiowa
- Anastasis (1969)
- Manratellurium (1970)
- Kybernetikon (1971–1972)
- Kerbtierparty (1972–1973)
- Sommervögel (1973)
- Menetekel (1974)
- Vor! stell! Unk! (1980)
- Bienen’ Binom (1980)

### Inne
- utwór komputerowy Wellenformen (1981)